# Pete Rademacher
Pete Rademacher, született Thomas Peter Rademacher (Tieton, Washington, 1928. november 20. – Sandusky, Ohio, 2020. június 4.) olimpiai bajnok amerikai ökölvívó.

## Pályafutása
Amatőr pályafutása alatt 72 győzelmet aratott és hétszer kapott ki. Az 1956-os melbourne-i olimpián nehézsúlyban aranyérmet szerzett. A döntőben a szovjet Lev Mihunt győzte le. 1957 és 1962 között profi ökölvívóként versenyzett. 23 mérkőzésen 15 győzelem, egy döntetlen és hét vereség volt a mérlege.

## Sikerei, díjai
- Olimpiai játékok – nehézsúly
  - aranyérmes: 1956, Melbourne